# NiceHash
A NiceHash é uma corretora global de criptomoeda hash power e bolsa de criptomoedas com um mercado aberto que conecta vendedores de hashing power (mineradores) com compradores de hashing power usando a abordagem de economia compartilhada. A empresa fornece software para mineração de criptomoedas e é conhecida na indústria por seus produtos fáceis de usar. A empresa foi fundada em 2014 por dois estudantes universitários eslovenos, Marko Kobal e Matjaž Škorjanc.
A empresa está sediada nas Ilhas Virgens Britânicas e possui escritórios em Maribor, Eslovênia. Os usuários de NiceHash são principalmente jogadores de vídeo que possuem poderosas placas gráficas de GPU adequadas para mineração de criptomoedas. A empresa tinha mais de 2,5 milhões de usuários em 190 países em todo o mundo em novembro de 2021.

## História
NiceHash foi fundada em abril de 2014 por Matjaž Škorjanc, um ex-estudante de medicina que se tornou programador de computador, e Marko Kobal. Matjaz Skorjanc viu uma lacuna no mercado para uma plataforma para conectar compradores e vendedores de poder computacional (hashing) para mineração de criptomoedas e desenvolveu o software de mineração Excavator.
Em 6 de dezembro de 2017, aproximadamente 4.700 Bitcoins (US $ 64 milhões no momento do hack) foram roubados de NiceHash, supostamente por um ataque de spear phishing. Devido à natureza aberta e transparente do blockchain, a violação de segurança recebeu um influxo de atenção, pois a quantia roubada e o movimento de bitcoins eram visíveis para qualquer pessoa na internet.
Em 21 de dezembro de 2017, Marko Kobal renunciou ao cargo de CEO da NiceHash. Naquele dia, a empresa também reabriu seu marketplace após o hack de 6 de dezembro. NiceHash contratou especialistas em segurança cibernética, bem como a empresa de segurança Lifars e implementou novos protocolos de segurança após o incidente. NiceHash reembolsou os usuários afetados por meio do programa de Reembolso, e 100% dos fundos roubados foram reembolsados para aqueles que os reivindicaram até o prazo de 16 de dezembro de 2020.
Em 17 de fevereiro de 2021, um grupo de hackers norte-coreano (Lazarus) foi indiciado pelo ataque NiceHash de 2017.
Em 24 de maio de 2019, a empresa lançou a NiceHash Exchange, uma bolsa de criptomoedas com 64 moedas e mais de 80 pares de negociação. O volume diário de negociação de câmbio em 2021 foi em média $ 2.388.496.
Em fevereiro de 2021, NiceHash lançou QuickMiner, um minerador de criptomoeda lite usando Excavator para minerar Ethereum com uma interface amigável e opções de ajuste automático para mineração GPU.
Em agosto de 2021, a NiceHash lançou o NiceTalk, um podcast de criptomoeda voltado para gamers de vídeo oferecendo comentários e conteúdo educacional de outros especialistas em criptomoeda. Convidados de Ravencoin, Ergo e Ethereum participaram do programa.

## Modelo de negócios

### Mercado de energia de hash
NiceHash tem um modelo de negócios único na indústria de criptomoedas, não é uma piscina de mineração, nem uma fazenda de mineração. Em vez disso, ele apresenta um mercado de energia hash aberto, onde os compradores podem comprar energia do computador para adicionar ao seu pool de mineração ou operações.

### Compradores
Os compradores selecionam a cripto-moeda que desejam minerar, um pool no qual desejam minerar, definem o preço que estão dispostos a pagar por ela e fazem o pedido. Assim que o pedido é atendido pelos mineiros que estão executando o NiceHash Miner em suas máquinas, o comprador obtém a cripto-moeda do pool. Isso significa que os compradores não são obrigados a executar operações de mineração complexas e não há necessidade de investimento de capital em hardware de mineração.

### Vendedores (mineiros)
Os vendedores ou mineradores precisam executar o software de mineração NiceHash e conectar seu hardware de mineração ou apenas PCs normais aos servidores de estrato NiceHash e ao pedido do comprador. Seu poder de hashing é encaminhado para o pool que o comprador escolheu para mineração. Para cada ação válida que eles enviam, eles são pagos em bitcoins pelo preço que é determinado pela média ponderada atual e atualizado a cada minuto. Tudo isso é feito automaticamente e o processo não requer habilidades técnicas complexas.
Em troca de fornecer este serviço, NiceHash recebe uma porcentagem ou taxa de cada grupo (compradores e vendedores).